# Ernst von Zwiefalten
Ernst von Zwiefalten (* vor 1119; † wahrscheinlich 7. November 1148 in Mekka) war ein deutscher Geistlicher, Mönch, Kreuzfahrer und Märtyrer. Er war Abt des Benediktinerklosters Zwiefalten in Baden-Württemberg.

## Leben
Ernst von Zwiefalten war der Sohn eines schwäbischen adligen Edelfreien von Steuslingen, welcher früher auf der Finkenburg lebte, die sich in Altsteußlingen befand.
Als Benediktinermönch ging Ernst von Zwiefalten 1119 in das Kloster in Zwiefalten. 1141 wurde er Abt des Klosters. Fünf Jahre später, im Jahr 1146, legte Zwiefalten sein Amt als Abt nieder, um 1147 mit dem Stauferkönig Konrad III. und dessen Halbbruder, dem Bischof Otto von Freising, am 2. Kreuzzug teilnehmen zu können.
Gerüchten zufolge ist er 1147 oder 1148 (vermutlich am 7. November 1148) in Mekka durch die Hand von Sarazenen den Märtyrertod gestorben. Laut Legenden sei er von ihnen nach Mekka in Saudi-Arabien gebracht worden, wo sie ihm die Eingeweide aus dem Leib gerissen haben, ihn anschließend, nur mit einem Lendentuch bekleidet, an einen Baum gefesselt haben und ihm dann jeweils Hände und Füße abgeschlagen haben sollen. Der dadurch verursachte hohe Blutverlust führte zum Tod.

## Verehrung
Heute wird der Abt des Benediktinerordens im Kloster Neresheim als Ernst von Neresheim verehrt. Der in Neresheim verehrte Abt Ernst von Neresheim ist eine fiktive Person, die sich aus den Überlieferungen von Ernst von Zwiefalten zusammengesetzt hat.
Er wird zwar als Seliger und Heiliger verehrt, steht aber nicht im Heiligenkalender. Sein Gedenktag ist der 7. November.

## Darstellung
Heute wird er in der katholischen Kirche als Benediktinermönch mit Haspel und Winde dargestellt, was auf seinen Tod zurückzuführen ist, da ihm laut Überlieferungen die Eingeweide aus dem Leib gerissen wurden.